# 紀元前677年
紀元前677年（きげんぜん677ねん）は、西暦（ローマ暦）による年。紀元前1世紀の共和政ローマ末期以降の古代ローマにおいては、ローマ建国紀元77年として知られていた。紀年法として西暦（キリスト紀元）がヨーロッパで広く普及した中世時代初期以降、この年は紀元前677年と表記されるのが一般的となった。

## 他の紀年法
- 干支 : 甲辰
- 中国
  - 周 - 釐王5年
  - 魯 - 荘公17年
  - 斉 - 桓公9年
  - 晋 - 武公39年
  - 秦 - 徳公元年
  - 楚 - 文王13年
  - 宋 - 桓公5年
  - 衛 - 恵公23年
  - 陳 - 宣公16年
  - 蔡 - 哀侯18年
  - 曹 - 荘公25年
  - 鄭 - 厲公3年
  - 燕 - 荘公14年
- 朝鮮
  - 檀紀1657年
- ユダヤ暦 : 3084年 - 3085年

## できごと

### 中国
- 斉の人が鄭の詹を捕らえた。
- 遂の因氏・頜氏・工婁氏・須遂氏が斉の兵士をもてなし酔わせて皆殺しにした。
- 鄭の詹が斉から逃れて魯に亡命した。

## 死去
- 周の釐王
- 晋の武公